# Sorex tundrensis khankae
Sorex tundrensis khankae is een ondersoort van de toendraspitsmuis (Sorex tundrensis) die voorkomt in het Ussuri-gebied. De ondersoort werd oorspronkelijk Sorex ussuriensis Okhotina, 1983 genoemd, maar die naam was al eerder gebruikt voor een taxon dat nu een synoniem is van de kleine dwergspitsmuis (Sorex minutissimus). Ook de andere naam die al voor deze ondersoort gebruikt was, Sorex tundrensis stroganovi Okhotina, 1984, was al eerder gebruikt voor Sorex minutissimus stroganovi Yudin, 1964 Daarom gaven Baranova & Zaitsev (2004) een nieuwe naam aan voor deze ondersoort, Sorex tundrensis khankae.